# Wreocensæte

Carte des peuples cités dans le Tribal Hidage. Les Wreocensæte sont situés au nord-ouest, sous le nom Wocen sætna.

Les Wreocensæte sont un peuple anglo-saxon établi dans le nord-ouest des Midlands, autour de la ville de Wroxeter (Viroconium Cornoviorum à l'époque romaine) et de la colline du Wrekin, dans le Shropshire.
Dans le Tribal Hidage, où ils apparaissent sous le nom Wocen sætna, leur territoire est évaluée à 7 000 hides, soit autant que les Magonsæte ou les Hwicce. Ils sont moins bien attestés que les Hwicce, mais leur histoire est probablement similaire, celle d'une soumission progressive aux rois de Mercie au cours du VIIe siècle.
Même après la soumission de ce peuple à la Mercie, son nom perdure pour désigner la région qu'il occupait. Une charte de 855 mentionne ainsi « le pays des Wreocensetun ».